# یوکی ماتسودا
یوکی ماتسودا (انگلیسی: Yuuki Matsuda; تاریخ ورودی نامعتبر است – ) صداپیشه اهل ژاپن بود. وی از سال ۱۹۹۵ میلادی تاکنون مشغول فعالیت بوده‌است.